# Anastasios Bakasetas
Anastasios Bakasetas (griechisch Αναστάσιος Μπακασέτας, Vorname verkürzt auch Tasos Τάσος, * 28. Juni 1993 in Korinth) ist ein griechischer Fußballspieler, der seit Januar 2024 beim griechischen Erstligisten Panathinaikos Athen spielt.

## Karriere

### Verein
Anastasios Bakasetas begann seine Karriere bei Asteras Tripolis, ehe er im Jahr 2010 von der Jugend- in die Profiabteilung aufgenommen wurde. In der Hinrunde der Saison 2010/11 kam er fünf Mal zum Einsatz, vier davon als Einwechselspieler. Lediglich bei seinem Ligaspieldebüt am 28. November 2010 gegen Skoda Xanthi stand er von Beginn an auf dem Platz, ehe er in der 63. Minute für Emmanuel Fernandes Francou ausgewechselt wurde. In der Rückrunde wurde Bakasetas dann an den Zweitligisten Thrasyvoulos Fylis ausgeliehen und war schon in seinem zweiten Spiel gegen Ethnikos Asteras mit einem Treffer erfolgreich, welcher jedoch nach zehn Ligaeinsätzen der einzige blieb. Im Juli 2011 kehrte er dann wieder zu Asteras Tripolis zurück.
In der Folgespielzeit 2011/12 fand Anastasios Bakasetas immer noch keinen Weg in die Startaufstellung und musste sich mit einigen Einwechslungen begnügen. Doch in dieser Saison gelang ihm auch das erste Tor für Asteras, beim 2:0-Sieg über Panionios Athen stand er in der Startelf und erzielte das 1:0 in der 45. Minute. Das Dasein als Bankdrücker zog sich auch durch die Spielzeiten 2012/13 und 2013/14, in diesen beiden Jahren absolvierte Bakasetas lediglich 19 Ligaeinsätze und steuerte zwei Treffer bei. Deshalb wurde im Januar 2014 an Aris Thessaloniki verliehen, welcher sich zu der Zeit in akuter Abstiegsnot befand. Genauso wie schon bei Thrasyvoulos Fylis traf er für Aris in seinem zweiten Ligaspiel gegen PAE Levadiakos und das gleich doppelt. Trotzdem verlor Aris nach 3:1-Führung das Spiel mit 3:4. Nachdem Mavroudis Bougaidis in der 77. Minute einen Platzverweis sah, gelangen dem Gegner ab der 84. Minute noch drei Treffer zum 3:4-Endstand. Letztendlich musste Aris am Ende der Saison in die zweite Spielklasse absteigen. Dann spielte er anderthalb Jahre für Panionios Athen und wechselte 2016 weiter zu AEK Athen. Dort konnte er am Ende der Saison 2017/18 die griechische Meisterschaft feiern. Im Sommer 2019 wurde er vom türkischen Erstligisten Alanyaspor verpflichtet.
Am 30. Januar 2021 wechselte er zu Ligakonkurrent Trabzonspor. In der Saison 2021/22 konnte er die türkische Meisterschaft feiern. Im Januar 2024 kehrte er nach Griechenland zurück und schloss sich Panathinaikos Athen an. Im Mai wurde er durch ein 1:0 gegen Aris Thessaloniki griechischer Pokalsieger.

### Nationalmannschaft
Bakasetas repräsentierte sein Heimatland unter anderem in der U-19-Nationalmannschaft, wo er mit Teamkollege Nikolaos Skondras an der U-19-Fußball-Europameisterschaft 2011 teilnahm. Dort kam er in der Gruppenphase gegen Irland (1:2), Rumänien (1:0) und Tschechien (0:1) zum Einsatz.
Im Jahr 2013 spielte er für die griechische U-20-Nationalmannschaft und konnte bei der U-20-Fußball-Weltmeisterschaft 2013 gegen Mali in der Gruppenphase und gegen Usbekistan im Achtelfinale zwei Einsätze für sich verbuchen.
Bakasetas war Bestandteil der griechischen U-21-Nationalmannschaft und absolvierte vier Länderspiele ohne Torerfolg.
Seit 2016 ist er auch in der A-Nationalmannschaft aktiv und absolvierte bisher 73 Partien.

## Erfolge
- Griechischer Meister: 2017/18
- Türkischer Meister: 2021/22
- Griechischer Pokal: 2024